# Grasgiljatindur
Grasgiljatindur är en bergstopp i republiken Island. Den ligger i regionen Austurland, 300 km öster om huvudstaden Reykjavík. Toppen på Grasgiljatindur är 1 275 meter över havet, eller 57 meter över den omgivande terrängen. Bredden vid basen är 0,46 km.
Trakten runt Grasgiljatindur är nära nog obefolkad, med mindre än två invånare per kvadratkilometer. Trakten runt Grasgiljatindur består i huvudsak av gräsmarker.